# IC 3271
IC 3271 је спирална галаксија у сазвјежђу Дјевица која се налази на листи објеката дубоког неба у Индекс каталогу.
Деклинација објекта је + 7° 57' 9" а ректасцензија 12h 24m 13,9s. Привидна величина (магнитуда) објекта IC 3271 износи 13,8 а фотографска магнитуда 14,5. IC 3271 је још познат и под ознакама UGC 7481, MCG 1-32-47, CGCG 42-82, VCC 712, PGC 40337.